# Henry Patten
Henry Patten (født 6. maj 1996 i Colchester, Storbritannien) er en professionel tennisspiller fra Storbritannien.